# Power Rangers: Dino Charge
Power Rangers: Dino Charge e Power Rangers: Dino Super Charge são, respectivamente, a vigésima segunda e a vigésima terceira temporada de Power Rangers, possuindo no total 40 episódios, que incluem os episódios comemorativos de Halloween e Natal. A saga é uma adaptação de Kyoryuger, que é a 37ª temporada da franquia Super Sentai. A primeira parte dos episódios de Dino Charge estreou no dia 7 de fevereiro de 2015 pela Nickelodeon dos Estados Unidos, sendo que o primeiro episódio foi disponibilizado no site oficial do canal no final de janeiro de 2015. A Saban confirmou o mesmo esquema das outras duas temporadas anteriores. Após as filmagens da segunda parte serem marcadas para 2016, a produção passou a focar no terceiro filme da franquia, o qual foi lançado em 24 de março de 2017.
Dino Charge chegou ao Brasil pelo Cartoon Network Brasil, que pré-estreou no dia  1° de junho de 2015, com a estreia definitiva no dia 6 de junho de 2015. E o segundo arco, denominado Dino Super Charge, estreou no Brasil em 6 de junho de 2016, sendo exibido pela última vez em 29 de maio de 2017, quando foi substituído por Power Rangers Ninja Steel.
Desde o dia 1 de janeiro de 2016, a 22ª temporada da série está disponível na Netflix do Brasil.
Em Portugal, a 1ª temporada estreou na SIC em 11 de julho de 2016, e a 2ª temporada estreou em 19 de novembro de 2016. A série foi reprisada na SIC K em 6 de abril de 2017.

## Elenco
| Ator/Atriz | Ator/Atriz         | Personagem               | Denominação                       | Armas             | Números | Energemas |
| ---------- | ------------------ | ------------------------ | --------------------------------- | ----------------- | ------- | --------- |
|            | Brennan Mejia      | Tyler Navarro            | Ranger Tiranossauro Vermelho      | T-Rex Esmagador   | 1 & 1+  | Vermelho  |
|            | James Davies       | Chase Randall            | Ranger Paranossauro Preto         | Para-Cortador     | 2       | Preto     |
|            | Yoshi Sudarso      | Koda                     | Ranger Estegossauro Azul          | Estego Escudo     | 3       | Azul      |
|            | Michael Taber      | Riley Griffin            | Ranger Velociraptor Verde         | Raptor Garra      | 4       | Verde     |
|            | Camille Hyde       | Shelby Watkins           | Ranger Triceratops Rosa           | Tricera Broca     | 5       | Rosa      |
|            | Davi Santos        | Sir Ivan de Zandar       | Ranger Pterodáctilo Dourado       | Ptera Sabre       | 6       | Dourado   |
|            | Reuben Turner      | James Navarro            | Ranger Ankylossauro Aqua          | Ankylo Martelo    | 7       | Aqua      |
|            | Jarred Blakiston   | Principe Phillip III     | Ranger Paquicefalossauro Graphite | Dino Soco Real    | 8       | Graphite  |
|            | Arthur Ranford     | Albert Smith             | Ranger Plesiossauro Roxo          | Dino Sabre        | 9       | Roxo      |
|            | Claire Blackwelder | Kendall Morgan           | Ranger Plesiossauro Roxa          | Dino Sabre        | 9       | Roxo      |
|            | Alistair Browning  | Zenowing                 | Ranger Titanossauro Prata         | Titano Sabre      | 10      | Prata     |
|            | Ryan Carter        | Heckyl (Beyond the Grid) | Ranger Sombrio                    | Espada Bumerangue | 00      | Sombria   |

### Aliados
- Guardião: Ele é o mentor dos Rangers e responsável por guardar as Energemas, que são as gemas responsáveis por conceder poderes e habilidades aos Rangers Dino Charge. É uma criatura que se assemelha muito a um réptil.
- Heckyl: Ele era um vilão, mas que ao se separar de Snide virou um aliado. No fim o Guardião transforma ele no Guardião da Energema Sombria, em Beyond the Grid ele se torna o Dark Ranger.

### Vilões
- Sledge: Sledge é um caçador de recompensas alienígena que invade a terra em busca das Energemas.
- Fury: O membro mais forte da nave, tem uma sede insaciável para lutar e quer derrotar os Rangers a todo custo.
- Poisandra: Poisandra é o único membro feminino da nave de Sledge e é noiva dele, mas as vezes, ela pode ser mais cruel do que ele.
- Curio: É o robô criado por Wrench para ser o melhor amigo de Poisandra.
- Wrench: Mecânico da Nave de Sledge.
- Vivix: Lacaios de Sledge, que podem ser facilmente derrotados pelos Rangers, também podem se unir e se transformar nos Vivixzords que também são facilmente derrotados pelos Zords dos Rangers.
- Spikeballs: São capangas de Sledge, em batalha são sempre derrotados pelos Rangers.
- Heckyl: Tem a forma de um humano, mas é muito perigoso e por isso, ficou preso em uma cela na nave de Sledge por muitos anos, mas conseguiu se libertar e quer a qualquer custo, derrotar os Rangers e conseguir as Energemas. Mais tarde, foi revelado que Heckyl tinha uma boa índole e estava tentando proteger a Energema Sombria em seu planeta natal, Centai 6, para que ela não caísse em mãos erradas, mas quando tentou impedir que Lord Arcanon pegasse a Energema Sombria, Heckyl acabou tocando-a e a matéria escura da Energema acabou contaminando-o, o tornando maligno e criando a sua forma monstro, Snide. Depois de se separar de Snide, ele ajuda os Rangers a destruí-lo.
  - Snide: É a forma monstro de Heckyl, ele tem a força e vontade para destruir absolutamente qualquer coisa em seu caminho. Quer conseguir todas as Energemas e destruir os Rangers de uma vez por todas. Mais tarde foi revelado que foi criado pela Energema Sombria, e ele acaba se separando de Heckyl, unindo-se a Sledge.
- Singe: Ele é um General que é leal à Snide, quer destruir os Rangers a qualquer custo, e tem uma certa rivalidade com Fury. Mais tarde foi revelado que Singe trabalhava com Lord Arcanon e se comunicava secretamente com ele espionando os passos de Heckyl/Snide. Foi destruído por Sledge e Snide.
- Doomwing: Foi criado por Lord Acarnon pela Energema Sombria, sendo ele o alter-ego de Zenowing, mas depois de serem separados, Doomwing é destruído por Zenowing.
- Lorde Arcanon: Mestre secreto de Singe e Sledge que pegou Heckyl e Snide de surpresa e é o mais poderoso e rico lorde da guerra do universo. Ao retornar, ele prende Heckyl e Snide na cela da nave de Sledge novamente. Ele é responsável por roubar a Energema Sombria e destruir o planeta Centai 6 há bilhões de anos atrás e ele quer a todo custo destruir os Rangers e obter suas Energemas para se tornar o ser todo poderoso do universo. Foi destruído por Snide e Sledge (com a Energema Sombria).
- Fortress: Ele é um robô gigante criado por Wrench e pilotado por Heckyl/Snide. Ele foi criado para derrotar os Zords dos Rangers controlados por Doomwing, Lord Arcanon e Singe, mas acabou sendo destruído pelos Rangers após Heckyl assumir o controle do monstro.

## Enredo
Há muito tempo atrás, dez dinossauros foram encarregados de proteger as Energemas, mas Sledge quer dominar o mundo a todo custo. O malvado Sledge está determinado a encontrar todas as Energemas que faltam, e tomar o controle do espaço-tempo, porém não conseguirá pois os Power Rangers Dino Charge irão intervir.
Aproveitando o poder dos espíritos dos dinossauros, os Dino Charge estão prontos para defender a Terra. A força deles é inigualável e incrível.
Dino Zords, morfadores e armas, os mais novos defensores da Terra estão prontos para proteger as Energemas, derrotar Sledge e seus monstros de uma vez, e salvar o planeta Terra. Os Power Rangers Dino Charge estão prontos!

## Arsenal
- Dino Charge Morfador: Dispositivo de transformação dos rangers.
- Ptera Morfador Dourado: Dispositivo de transformação do Ranger Dourado.
- Titano Charge Morfador: Morfador do Ranger Prateado, é a versão com mais poder do dino charge morfador.
- Dino Sabre: Sabres dos rangers, que pode se combinar com o Dino charge morfador.
- Dino Super Drive Sabre: Evolução do Dino Sabre, que só serve dentro dos Zord e Megazords.
- Ptera Sabre: Arma do Ranger Dourado.
- Espino Bumerangue: Arma do Ranger Talon/Ranger Sombrio.
- Titano Sabre: Arma do Ranger Prateado e também é uma versão com mais poder do Dino Sabre.
- Energemas: Pedras poderosas que dão poderes sobre-humanos, quando o usuário une-se com ela, ele não envelhece.
- Energema Talon/Energema Sombria: é a Décima Primeira Energema, é uma pedra feita pelo Poder maligno residual das outras Energemas, foi escondida no Planeta Sentai 6, pois ela é muito perigosa e poderia anular os poderes das outras 10 Energemas. Estava em Posse do Lorde Arcanon.
- Dino Chargers: Dispositivos construídos pela Kendall Morgan serve para chamar os Zords.
  - #00-Espino Charger: Charger que os Rangers usam para chamar o Espino Zord
  - #1-T-Rex Charger: Charger que Tyler Navarro usa para chamar o T-Rex Zord
  - #2-Para Charger: Charger que Chase Randall usa para chamar o Para Zord
  - #3-Estego Charger: Charger que Koda usa para chamar o Estego Zord
  - #4-Raptor Charger: Charger que Riley Griffin usa para chamar o Raptor Zord
  - #5-Tricera Charger: Charger que Shelby Watkins usa para chamar o Tricera Zord
  - #6-Ptera Charger: Charger que Sir Ivan usa para ataques elétricos da Ptera Sabre e para chamar o Ptera Zord
  - #7-Anquilo Charger: Charger que James Navarro usa para chamar o Anquilo Zord
  - #8-Paqui Charger: Charger que Principe Phillip III usa para chamar o Paqui Zord
  - #9-Plesio Charger: Charger que Kendall Morgan usa para chamar o Plesio Zord
  - #10-Titano Charger: Charger que Zenowing usa para chamar o Titano Zord
  - #11-Dino Cycle Charger
  - #12-Dino Armor X Charger
  - #13-Dino Spike Charger
  - #14-Dino Cupid Charger
  - #15-Dino Blaze Charger
  - #16-Dino Stretch Charger
  - #17-Dino Gas Charger
  - #18-Dino Laugh Charger
  - #19-Dino Squash Charger
  - #20-Dino Hypnotize Charger
  - #21-Dino Gravity Charger
  - #22-Dino Helio Charger
  - #23-Dino Clone Charge
  - V-Dino Victory Charger
  - X-Dino X Charger
  - D-Dino Drive Charger
  - SD-Dino Super Drive Charger
  - 1+ -T-Rex Super Charger

- Dino Aço: Serve para acessar as armas do rangers
  - T-Rex Esmagador
  - Para-Cortador
  - Stego Escudo
  - Raptor Garra
  - Tricera Broca
  - Combinações:
  - T-Rex Cortador
  - Lança Tripla
  - Dino Lança (Combinação de todas as armas)
- Dino Soco Real: Ataque Especial usado pelo Ranger Grafite e pelo Ranger Vermelho
- Dino Drive: Armadura que só pode ser usado dentro dos zords e megazords.
- Dino Super Drive: Forma evoluída do dino drive, que só pode ser usada dentro dos zords e megazords.
- Dino Com: Fivela do Cinto dos Rangers serve para guardar os Dino Chargers e como nome diz serve pra comunicar com outros Rangers
- Dino Armadura X: Armadura que só o Ranger Preto e o Ranger Vermelho podem usar
- Corte do Prisma Verde e Prateado: São Ataques Especiais que só o Ranger Verde e Prata podem usar

## Megazords
| Megazord                                  | Zords                                                                       |
| ----------------------------------------- | --------------------------------------------------------------------------- |
| Dino Charge Megazord (Tri-Estego)         | T-Rex Zord, Estego Zord e Tricera Zord                                      |
| Dino Charge Megazord (Estego-Raptor)      | T-Rex Zord, Estego Zord e Raptor Zord                                       |
| Dino Charge Megazord (Para-Raptor)        | T-Rex Zord, Para Zord e Raptor Zord                                         |
| Dino Charge Megazord (Tri-Anquilo)        | T-Rex Zord, Tricera Zord e Anquilo Zord                                     |
| Dino Charge Megazord (Para-Estego)        | T-Rex Zord, Para Zord e Estego Zord                                         |
| Ptera Charge Megazord                     | Ptera Zord                                                                  |
| Dino Charge Megazord (Tri-Estego-Ptera)   | T-Rex Zord, Estego Zord, Tricera Zord e Ptera Zord                          |
| Ptera Charge Megazord (Para-Raptor)       | Para Zord, Raptor Zord e Ptera Zord                                         |
| Dino Charge Megazord (Paqui-Anquilo)      | T-Rex Zord, Anquilo Zord e Paqui Zord                                       |
| Ptera Charge Megazord (Formação Paqui)    | Ptera Zord e Paqui Zord                                                     |
| Ptera Charge Megazord (Formação Anquilo)  | Ptera Zord e Anquilo Zord                                                   |
| Plesio Charge Megazord                    | Plesio Zord                                                                 |
| Plesio Charge Megazord (Paqui-Rex)        | T-Rex Zord, Paqui Zord e Plesio Zord                                        |
| Plesio Charge Megazord (Formação Paqui)   | Plesio Zord e Paqui Zord                                                    |
| Plesio Charge Megazord (Formação Para)    | Plesio Zord e Para Zord                                                     |
| Plesio Charge Megazord (Formação Raptor)  | Plesio Zord e Raptor Zord                                                   |
| Plesio Charge Megazord (Formação Anquilo) | Plesio Zord e Anquilo Zord                                                  |
| Titano Charge Megazord                    | Titano Zord                                                                 |
| Ptera Charge Megazord (Formação Para)     | Ptera Zord e Para Zord                                                      |
| Ptera Charge Megazord (Formação Tricera)  | Ptera Zord e Tricera Zord                                                   |
| Dino Charge Ultrazord                     | T-Rex Zord, Para Zord, Estego Zord, Raptor Zord, Tricera Zord e Titano Zord |
| Espino Charge Megazord (Paqui-Anquilo)    | Espino Zord, Anquilo Zord e Paqui Zord                                      |
| Espino Charge Megazord (Para-Raptor)      | Espino Zord, Para Zord e Raptor Zord                                        |

## Episódios
| Nº do episódio | Título Original                | Título em Português                                                            | inimigo do episodio        | Data de Exibição                                                                          |
| -------------- | ------------------------------ | ------------------------------------------------------------------------------ | -------------------------- | ----------------------------------------------------------------------------------------- |
| 01             | Powers From the Past           | Poderes do Passado                                                             | Sledge's Crew Iceage       | 7 de fevereiro de 2015 6 de junho de 2015 25 de maio de 2015 11 de junho de 2016          |
| 02             | Past, Present and Fusion       | Passado, Presente e Fusão                                                      | Iceage                     | 14 de fevereiro de 2015 13 de junho de 2015 25 de maio de 2015 12 de junho de 2016        |
| 03             | A Fools Hour                   | A Hora dos Tolos                                                               | Fury e Scrapper            | 21 de fevereiro de 2015 20 de junho de 2015 25 de maio de 2015 18 de junho de 2016        |
| 04             | Return of the Caveman          | A Volta do Homem das Cavernas O Regresso do Homem das Cavernas                 | Slammer                    | 28 de fevereiro de 2015 27 de junho de 2015 25 de maio de 2015 25 de junho de 2016        |
| 05             | Breking Black                  | O Lado Negro Ruptura Negra                                                     | Spellbinder                | 7 de março de 2015 6 de julho de 2015 6 de junho de 2015 26 de junho de 2016              |
| 06             | The Tooth Hurts                | Dor de Dente                                                                   | Cavidade                   | 14 de março de 2015 13 de julho de 2015 6 de junho de 2015 2 de julho de 2016             |
| 07             | Let Sleeping Zords Lie         | O Zord Adormecido Deixem os Zords Adormecidos em Paz                           | Poisandra e Stingrage      | 21 de março de 2015 20 de julho de 2015 6 de junho de 2015 3 de julho de 2016             |
| 08             | Double Ranger, Double Danger   | Rangers Duplos, Perigo em Dobro O Dobro de Rangers, O Dobro de Perigo          | Fury e Duplicon            | 4 de abril de 2015 27 de julho de 2015 6 de junho de 2015 9 de julho de 2016              |
| 09             | When Logic Fails               | Quando a Lógica Falha Quando Falha a Lógica                                    | Puzzler                    | 22 de agosto de 2015 3 de agosto de 2015 28 de agosto de 2015 10 de julho de 2016         |
| 10             | The Royal Rangers              | Os Rangers da Realeza Os Rangers Reais                                         | Fury e Ptera Zord          | 29 de agosto de 2015 10 de agosto de 2015 28 de agosto de 2015 16 de julho de 2016        |
| 11             | Break Out                      | Libertação                                                                     | Fury                       | 12 de setembro de 2015 14 de setembro de 2015 30 de agosto de 2015 17 de julho de 2016    |
| 12             | Knight After Knights           | Cavaleiro Buscando Cavaleiros Cavaleiro e Cavaleiros                           | Bones                      | 19 de setembro de 2015 21 de setembro de 2015 30 de agosto de 2015 23 de julho de 2016    |
| 13             | Sync or Swim                   | Amigos e Rivais Sincronizar ou Nadar                                           | Smokescreen                | 3 de outubro de 2015 28 de setembro de 2015 1 de setembro de 2015 24 de julho de 2016     |
| 14             | True Black                     | Energia Verdadeira Energia Verdadeiramente Preta                               | Gold Digger                | 10 de outubro de 2015 5 de outubro de 2015 1 de setembro de 2015 30 de julho de 2016      |
| 15             | The Rise Of A Ranger           | O Nascimento de um Ranger A Ascensão de um Ranger                              | Vivixzord e G-BO           | 24 de outubro de 2015 12 de outubro de 2015 2 de setembro de 2015 31 de julho de 2016     |
| 16             | No Matter How You Slice It     | Corte de Pessoal Não Importa como Cortas                                       | Shearfear                  | 7 de Novembro de 2015 19 de outubro de 2015 2 de setembro de 2015 6 de agosto de 2016     |
| 17             | World Famous! (In New Zealand) | Famoso Mundialmente! (Na Nova Zelandia) Mundialmente Famoso (Na Nova Zelandia) | Iceage, Stingrage e Meteor | 14 de novembro de 2015 26 de outubro de 2015 15 de setembro de 2015 7 de agosto de 2016   |
| 18             | Deep Down Under                | Profundo Bem lá no Fundo                                                       | Fury e Meteor              | 21 de novembro de 2015 25 de novembro de 2015 15 de setembro de 2015 13 de agosto de 2016 |
| 19             | Wishing For A Hero             | Buscando Um Herói Desejar um Herói                                             | Heckyl e Wish Star         | 28 de novembro de 2015 26 de novembro de 2015 16 de setembro de 2015 14 de agosto de 2016 |
| 20             | One More Energem               | Uma Energerma A Mais Mais Uma Energem                                          | Sledge's Crew Greenzilla   | 12 de dezembro de 2015 27 de novembro de 2015 16 de setembro de 2015 20 de agosto de 2016 |
| Especial 1     | The Gostest With the Mostest   | O Halloween dos Rangers O Fantasma a Mais                                      | Duplicon e Memorella       | 17 de outubro de 2015 20 de outubro de 2015 21 de agosto de 2016                          |
| Especial 2     | Race to Rescue Christmas       | Salvando o Natal Corrida para Salvar o Natal                                   | Poisandra e Vivix          | 5 de dezembro de 2015 25 de dezembro de 2015 27 de agosto de 2016                         |

### Dino Super Charge
| Nº do episódio | Título Original          | Título em Português                             | inimigo do episodio                                                              | Data de Exibição                                                      |
| -------------- | ------------------------ | ----------------------------------------------- | -------------------------------------------------------------------------------- | --------------------------------------------------------------------- |
| 01             | When Evil Stirs          | Quando o Mal se Agita Quando o Mal Espreita     | Heckyl/Snide's Minions Iceage                                                    | 30 de janeiro de 2016 6 de junho de 2016 19 de novembro de 2016       |
| 02             | Forgive and Forget       | Perdoar e Esquecer                              | Stingrage                                                                        | 6 de fevereiro de 2016 13 de junho de 2016 20 de novembro de 2016     |
| 03             | Nightmare in Amber Beach | Pesadelo em Amber Beach                         | Nightmare, Fury e Curio                                                          | 13 de fevereiro de 2016 20 de junho de 2016 26 de novembro de 2016    |
| 04             | A Date with Danger       | Um Encontro com o Perigo Um Encontro Perigoso   | Singe                                                                            | 20 de fevereiro de 2016 27 de junho de 2016 27 de novembro de 2016    |
| 05             | Roar of the Red Ranger   | O Rugido do Ranger Vermelho                     | Ninja e Hunter                                                                   | 27 de fevereiro de 2016 4 de julho de 2016 3 de dezembro de 2016      |
| 06             | Forged Under Fire        | Forjado no Fogo Forjado pelo Fogo               | Singe e Hunter                                                                   | 5 de março de 2016 11 de julho de 2016 4 de dezembro de 2016          |
| 07             | Home Run Koda            | Home Run do Koda                                | Game Face, Vivix e Spikeballs                                                    | 19 de março de 2016 18 de julho de 2016 10 de dezembro de 2016        |
| 08             | Riches and Rags          | Riquezas e Valores Riquezas e Trapos            | Spell Digger                                                                     | 26 de março de 2016 25 de julho de 2016 11 de dezembro de 2016        |
| 09             | Besties 4Eva!            | Melhores Amigas Para Sempre Falsa Ranger Rosa   | Halfbake e Wrench                                                                | 20 de agosto de 2016 1 de agosto de 2016 17 de dezembro de 2016       |
| 10             | Gone Fishin              | Pescaria Fomos á Pesca!                         | Fury,Singe,Wrench e Hookbeard                                                    | 27 de agosto de 2016 8 de agosto de 2016 18 de dezembro de 2016       |
| 11             | Love At First Fight      | Amor a Primeira Briga Amor á Primeira Luta      | Beauticruel e Poisandra                                                          | 3 de setembro de 2016 15 de agosto de 2016 8 de janeiro de 2017       |
| 12             | Catching Some Rays       | Pegando Um Solzinho Em Busca de uns Raios       | Loafer, Leasure, Poisandra, Curio e Fury                                         | 10 de setembro de 2016 22 de agosto de 2016                           |
| 13             | Recipe for Disaster      | Receita para o Desastre                         | Singe, Doomwing, Fortress e Lord Arcanon                                         | 24 de setembro de 2016 29 de agosto de 2016 14 de janeiro de 2017     |
| 14             | Silver Secret            | O Segredo Do Prateado Segredo Prateado          | Lord Arcanon's Crew Zenowing e Doomwing (controlados por Lord Arcanon)           | 1 de outubro de 2016 7 de novembro de 2016 15 de janeiro de 2017      |
| 15             | Wings of Danger          | Asas do Perigo                                  | Doomwing e Lord Arcanon                                                          | 15 de outubro de 2016 14 de novembro de 2016 21 de janeiro de 2017    |
| 16             | Freaky Fightday          | Um Dia de Luta Muito Louco Estranho Dia de Luta | Professor Strickler, Nightmare e Game Face                                       | 22 de outubro de 2016 21 de novembro de 2016 22 de janeiro de 2017    |
| 17             | Worgworld                | Worg e o Mundo O Worg                           | Lord Arcanon, Dupla de Músicos, Singe, Snide e Sledge                            | 29 de outubro de 2016 28 de novembro de 2016 28 de janeiro de 2017    |
| 18             | The Rangers Rock!        | Os Rangers de Pedra! A Rocha dos Rangers!       | Sledge, Snide e Badussa                                                          | 5 de novembro de 2016 5 de dezembro de 2016 29 de janeiro de 2017     |
| 19             | Edge of Extinction       | Á Beira da Extinção                             | Greenzillas e Snide                                                              | 12 de novembro de 2016 12 de dezembro de 2016 4 de fevereiro de 2017  |
| 20             | End of Extinction        | O Fim da Extinção                               | Sledge's Crew                                                                    | 19 de novembro de 2016 19 de dezembro de 2016 5 de fevereiro de 2017  |
| Especial 1     | Trick or Trial           | Gostosuras ou Travessuras Doçura ou Travessura  | Tribunal Intergaláctico do Halloween Scumlaw e Guardas Mumificados (Rot e Decay) | 8 de outubro de 2016 31 de outubro de 2016 11 de fevereiro de 2017    |
| Especial 2     | Here Comes Heximas       | A Magia do Natal Chegou o Natal!                | Heximas                                                                          | 10 de dezembro de 2016 25 de dezembro de 2016 12 de fevereiro de 2017 |

- As respectivas datas de estreia tanto nos Estados Unidos quanto no Brasil podem estar sujeitas a mudanças.

## Dubladores
| Dublador              | Dobrador                          | Personagem           | Alguns Outros Trabalhos (Brasil) | Alguns Outros Trabalhos (Portugal)                             |
| --------------------- | --------------------------------- | -------------------- | --- | -------------------------------------------------------------- |
| Pedro Alcântara       | Pedro Leitão                      | Tyler Navarro        | Beck Oliver (Brilhante Victoria), Nate Adams (Yo-Kai Watch) | Hector(COCO); Aladdin (Aladdin)                                |
| Tiaggo Guimarães      | Diogo Mesquita                    | Chase Randall        | Chesire (Os Cavaleiros de Zodiaco: The Lost Canvas) | Remy (Ratatui); Nick Wilde (Zootrópolis)                       |
| Caio Guarnieri        | Duarte Silva                      | Koda                 | Kouga de Pégaso Os Cavaleiros do Zodíaco: Ômega, Dexter Charming (Ever After High), Jesse Katsopolis (Três é Demais "7 e 8 Temporada"), Flash Sentry (My Little Pony: Equestria Girls)                                                           | David (Mako Mermaids)                                          |
| Bruno Marçal          | Gonçalo Carvalho                  | Riley Griffin        | Noah Carver (Power Rangers Megaforce e Power Rangers Super Megaforce) | Sonic (Sonic Boom); Jack (Mary Poppin Returns)                 |
| Bruna Rafaela         | Soraia Tavares                    | Shelby Watkins       | | Penny (Inspector Gadget (2015)); Nala (O Rei Leão)             |
| Tarsila Amorim        | Solange Santos                    | Kendall Morgan       | Skyler Samuels (Scream Queens), Olivia Holt (Os Guerreiros Wasabi, Garota vs Monstro e Não Fui Eu) | April (As Tartarugas Ninja de 2012); Momona (Lady Jewelpet)    |
| Alex Minei            | Pedro Bargado                     | Sir Ivan de Zandar   | Cilan (Pokémon), Nelson (CSI: Cyber), Subaru de Cavalo Menor/Saturno (Saint Seiya Omega) | Daffy Duck (The Looney Tunes Show); Maui (Moana)               |
| Adrian Tatini         | Rui Luís Brás                     | Principe Phillip III | Nurari (Naruto Shippuden), Rory Williams (Doctor Who) | Meowth e Prof. Oak (Pokémon - 1ª e 2ª Temporada)               |
| Luiz Carlos de Moraes | Gustavo Teixeira                  | Albert Smith         | Comadante Red (Dragon Ball), Dabura (Dragon Ball Z), Mime de Benetnash da Estrela Eta (Os Cavaleiros do Zodíaco), Seu Sirigueijo (Bob Esponja)                                                                                                   | Sarutobi (Naruto); Tyzonn (Power Rangers: Operation Overdrive) |
| Yuri Chesman          | Vítor Emanuel                     | James Navarro        | Gaara (Naruto), Gohan (adolescente, adulto filme de Dragon Ball Z Os Guerreiros do Futuro Gohan e Trunks primeira dublagem) e Goten (Dragon Ball Z e GT), Jovem Charles Xavier (X-Men Primeira Classe, Dias de um Futuro Esquecido e Apocalipse) | Kai (Beyblade); Casey (Power Rangers: Jungle Fury)             |
| Márcio Araújo         | Pedro Bargado (Ep.15-17)          | Zenowing             | Yamcha (Dragon Ball & Dragon Ball Z), Miro de Escorpião (Os Cavaleiros do Zodíaco), James (Pokémon), Shino Aburame (Naruto), Ranma Saotome (Ranma 1/2)                                                                                           | Daffy Duck (The Looney Tunes Show); Maui (Moana)               |
| Márcio Araújo         | Vitor Emanuel (Ep.17-20)          | Zenowing             | Yamcha (Dragon Ball & Dragon Ball Z), Miro de Escorpião (Os Cavaleiros do Zodíaco), James (Pokémon), Shino Aburame (Naruto), Ranma Saotome (Ranma 1/2)                                                                                           | Kai (Beyblade); Casey (Power Rangers: Jungle Fury)             |
| Fernando Mendonça     | Vítor Emanuel                     | Heckyl               | Marshal Lee (Hora de Aventura), Duncan Albert (Pretty Litle Liars), Dustin (Aviões e Aviões 2 Heróis do Fogo ao Resgate) | Kai (Beyblade); Casey (Power Rangers: Jungle Fury)             |
| João Angelo           | Rui Luís Brás                     | Guardião             | | Meowth e Prof. Oak (Pokémon - 1ª e 2ª Temporada)               |
| Francisco Jr.         | Gustavo Teixeira (Dino Charge)    | Sledge               | Sam Wilson/Falcão (Capitão América:Soldado Invernal, Vingadores:Era de Ultron, Homem Formiga & Capitão América: Guerra Civil) | Sarutobi (Naruto); Tyzonn (Power Rangers: Operation Overdrive) |
| Francisco Jr.         | Vítor Emanuel (Dino Super Charge) | Sledge               | Sam Wilson/Falcão (Capitão América:Soldado Invernal, Vingadores:Era de Ultron, Homem Formiga & Capitão América: Guerra Civil) | Kai (Beyblade); Casey (Power Rangers: Jungle Fury)             |
| Luciana Baroli        |                                   | Poisandra            | Ally Dawnson (Austin & Ally), Bela Swan (Crepusculo, Lua Nova e Eclipse), Belle (Once Upon a Time), Dana Mitchel (Camp Rock 2: The Final Jam), Tayuya (Naruto), Guren (Naruto Shippuden), Sweetie Belle My Little Pony: A Amizade é Mágica       |                                                                |
| Rodrigo Araújo        | Pedro Bargado                     | Fury                 | | Daffy Duck (The Looney Tunes Show); Maui (Moana)               |
| Wallace Costa         | Rui Luís Brás                     | Wrench               | Orion (Power Rangers Super Megaforce), Whisper (Yo-Kai Watch) | Meowth e Prof. Oak (Pokémon - 1ª e 2ª Temporada)               |
| Gileno Santoro        |                                   | Curio                | Mestre Kame (Dragon Ball, Dragon Ball Z & GT) |                                                                |
| TBA                   |                                   | Spikeballs           | |                                                                |
| TBA                   | Pedro Bargado                     | Snide                | | Daffy Duck (The Looney Tunes Show); Maui (Moana)               |
| José Luiz Barbeito    |                                   | Snide                | Kuwabara (Yu Yu Hakusho) |                                                                |
| Gilmar Lourenço       |                                   | Lord Arcanon         | Sarnento (Yo-Kai Watch) |                                                                |
| Bruno Dias            | Vítor Emanuel                     | Doomwing             | Deliquentinho (Yo-Kai Watch) | Kai (Beyblade); Casey (Power Rangers: Jungle Fury)             |